# Brujeria
Brujeria (с исп. колдовство) — американская дэтграйнд-группа, основанная в 1989 году в Лос-Анджелесе. У группы есть тексты на испанском языке, затрагивающие темы сатанизма, антихристианства, секса, иммиграции, наркоторговли и политики. За время своего существования коллектив выпустил 4 полноформатных альбома.
В первоначальный состав группы входили такие известные музыканты, как гитарист Fear Factory Дино Касарес (Asesino), Билли Гулд (Güero Sin Fe), Джелло Биафра (Hozicón Jr.) и другие. Они выступают под псевдонимами и изображают себя латиноамериканской группой, состоящей из наркобаронов, скрывая свои личности из-за того, что их разыскивает ФБР. На видео и фотографиях группы они в банданах, балаклавах, серапе и часто с мачете в руках.

## История
Музыкальный коллектив Brujeria был образован 31 декабря 1989 года четырьмя людьми — Asesino (гитара), Guero Sin Fe (бас), Fantasma (ударные) и Juan Brujo (вокал). Уже в сентябре 1990 года группа записала первый музыкальный материал, который получил название Demoniaco. Первые 500 экземпляров этого релиза были изданы на виниле красного цвета с чёрной этикеткой, а первые 30 были подписаны самими участниками группы. В 1991 году подготовлен ещё один материал, получивший название Machetazos. После записи к группе присоединяются Pinche Peach и Grenudo. После этого группа в течение некоторого времени бездействует, пока их не подписывает лейбл Roadrunner Records, на котором 6 июля 1993 года Brujeria выпускает дебютный альбом группы, Matando Gueros (альбом разошёлся тиражом около 25 тысяч экземпляров). После выпуска альбома к группе присоединяется гитарист Hongo.
В 1995 году вышел второй альбом группы Raza Odiada после которого сотрудничество с Roadrunner Records закончилось. Отделавшись от всех подозрений в распространении наркотиков и в совершении убийств, Brujeria в 1997 году на новом для себя лейбле Kool Arrow Records выпускает EP Marijuana, на который под названием Marijuana вошла дэт-метал пародия кавер-версия на популярную композицию Macarena. 7 ноября 2000 года вышел третий альбом группы Brujerizmo, хотя его выход был намечен на четыре месяца раньше, но из-за проблем с цензурой обложки вышел в указанный день. Альбом был достаточно успешен и даже номинировался в номинации «лучший рок альбом» латиноамериканского аналога Грэмми. Лирика альбома была насыщена протестами против коммунизма (в частности против Фиделя Кастро), против религиозного засилья, а также затрагивал проблематику СПИДа.
В 2001 году вышел сборник лучших композиций группы под названием Mextremist! Greatest Hits.

## Состав

### Нынешний состав
- Fantasma (Pat Hoed) — бас-гитара, вокал (1989 — н.в.)
- Hongo (Шэйн Эмбери, Napalm Death) — гитара (1989 — н.в.)
- El Sangrón — вокал (2014 — н.в.)
- El Criminal — гитара (2015 — н.в.)
- La Bruja Encabronada — вокал (2017 — н.в.)
- Sergio Lopez – бас-гитара (2022 — н.в.)
- Sativo (Джон Кристофер Лип) – ударные (2022 — н.в.)

### Бывшие участники
- Juan Brujo — вокал (1989 — 2024). Скончался 18 сентября 2024 года[6]
- Pinche Peach — сэмплы, вокал (1989 — 2024)
- Hozicón Jr. — вокал (1989—1992)
- Guero Sin Fe (Билли Гулд, Faith No More) — бас (1989—2002)
- Asesino (Дино Касарес) — гитара (1989—2005)
- Greñudo — ударные (1993—2002)
- Cristo de Pisto — гитара (2000)
- Maldito X — вокал (2001)
- Pititis — гитара, вокал (2004—2016)
- El Cynico (Джефф Уокер, Carcass) — бас-гитара, гитара, вокал (2006—2016)
- El Angelito — ударные (2006)
- El Podrido (Адриан Эрландссон, Paradise Lost) — ударные (2006—2014)
- El Clavador — ударные (2012—2014)
- Hongo Jr. — ударные (2002—2005, 2016 — 2022)

## Дискография
- 1993 — Matando Güeros[англ.]
- 1995 — Raza Odiada[англ.]
- 2000 — Brujerizmo
- 2016 — Pocho Aztlan
- 2023 — Esto Es Brujeria